# ブラン＝シュル＝レ＝マルシュ
ブラン＝シュル＝レ＝マルシュ （Brains-sur-les-Marches）は、フランス、ペイ・ド・ラ・ロワール地域圏、マイエンヌ県のコミューン。

## 地理
コミューンは県西部にあり、クロンからおよそ20km離れている。イル＝エ＝ヴィレーヌ県との境であるラ・ゲルシュ＝ド＝ブルターニュの森の隣にあり、メーヌ＝エ＝ロワール県、ロワール＝アトランティック県とも近い。

## 由来
marchesという言葉は、アンジューとブルターニュの辺境地帯であることを指している。
Brainの名は、de Bremisとして、12世紀の間ロウ修道院の特許状台帳に多くの人々が記している。

## 歴史
コミューンはオータンジュー地方の元教区である。現在はマイエンヌ・アンジュヴァン地方に属している。
ロウ修道院のシャルトリエは、ブレシャルノン領主の利益のために15世紀に憲章を起草した。1119年にブレシャルノン領主の先祖であるアルベリックは、ブラン＝シュル＝レ＝マルシュ教区の創設に関わった。
アンシャン・レジーム時代、ブラン＝シュル＝レ＝マルシュはクロン男爵領の封土であり、アンジューの代官区の下にあった。

## 人口統計
| 1962年 | 1968年 | 1975年 | 1982年 | 1990年 | 1999年 | 2006年 | 2012年 |
| ------ | ------ | ------ | ------ | ------ | ------ | ------ | ------ |
| 423    | 353    | 293    | 220    | 224    | 229    | 235    | 237    |

source=1999年までLdh/EHESS/Cassini、2004年以降INSEE

## ゆかりの人物
- エマニュエル・シュアール（fr:Emmanuel Suhard） - カトリック教会の枢機卿。ランス大司教、パリ大司教を歴任。ブラン＝シュル＝レ＝マルシュの生まれ。